# Воссоединение Украины с Россией

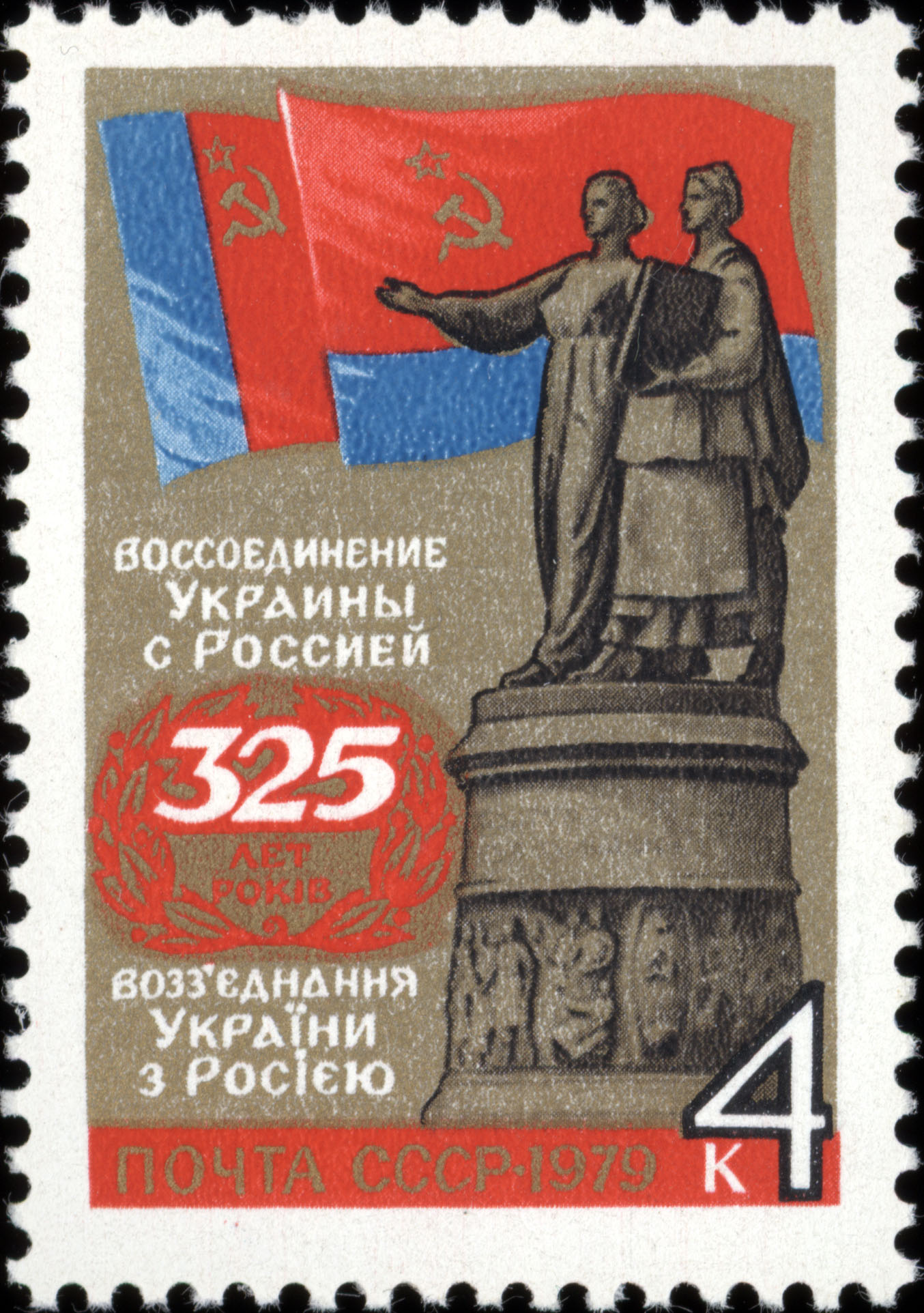
Почтовая марка СССР 1979 года, посвящённая 325-летию воссоединения Украины с Россией

Воссоедине́ние Украи́ны с Росси́ей (укр. Возз'єднання України з Росією) — принятое в советской и российской историографии название для перехода реестрового Войска Запорожского и части подконтрольных ему территорий (Гетманщина) в российское подданство (Русское царство) в 1654 году.
Гетман Войска Запорожского Богдан Хмельницкий обратился с прошением о переходе на службу к царю Алексею Михайловичу. Просьба была удовлетворена царём и утверждена Земским собором в Москве. Побудительной причиной перехода являлось избавление православного населения Малой Руси от религиозного и социального угнетения со стороны шляхты и католического духовенства Речи Посполитой.
Российский исторический нарратив представляет включение Киева и левобережья Украины в состав предшествующего Российской империи Московского государства в XVII веке воссоединением. Украинская версия видит Киевскую Русь как протоукраинское государство, а подчинение Украины России рассматривается как нарушение договора, заключенного в 1654 году. Это приводит к серьезным разногласиям между российским и украинским национальными мифами о происхождении.

## Исторические предпосылки
Православное население Речи Посполитой подвергалось религиозному гнёту со стороны поляков-католиков. Протест против гнёта выливался в периодически возникавшие восстания. В этих условиях православное Русское государство выглядело естественным союзником повстанцев.
Впервые за помощью к русскому царю обратился гетман реестровых казаков Криштоф Косинский, возглавлявший восстание против польской шляхты в 1591—1593 годах. Позже, после отказа Сигизмунда III удовлетворить требования об увеличении реестра, посольство гетмана Петра Сагайдачного во главе с Петром Одинцом просило принять Войско Запорожское в русское подданство.
В 1622 году епископ Исаия Копинский предложил русскому царю принять православное население Малой Руси в подданство русского государя.
В 1624 году о том же просил митрополит Иов Борецкий.
Однако на эти просьбы положительного ответа не последовало.
В 1648 году вспыхнуло крупное восстание под руководством Богдана Хмельницкого. Восставшие состояли преимущественно из казаков, а также из мещан и крестьян. Ожидая поддержки от Русского царства, гетман Хмельницкий обращается к царю Алексею Михайловичу.

## Обращения Хмельницкого к царю Алексею Михайловичу

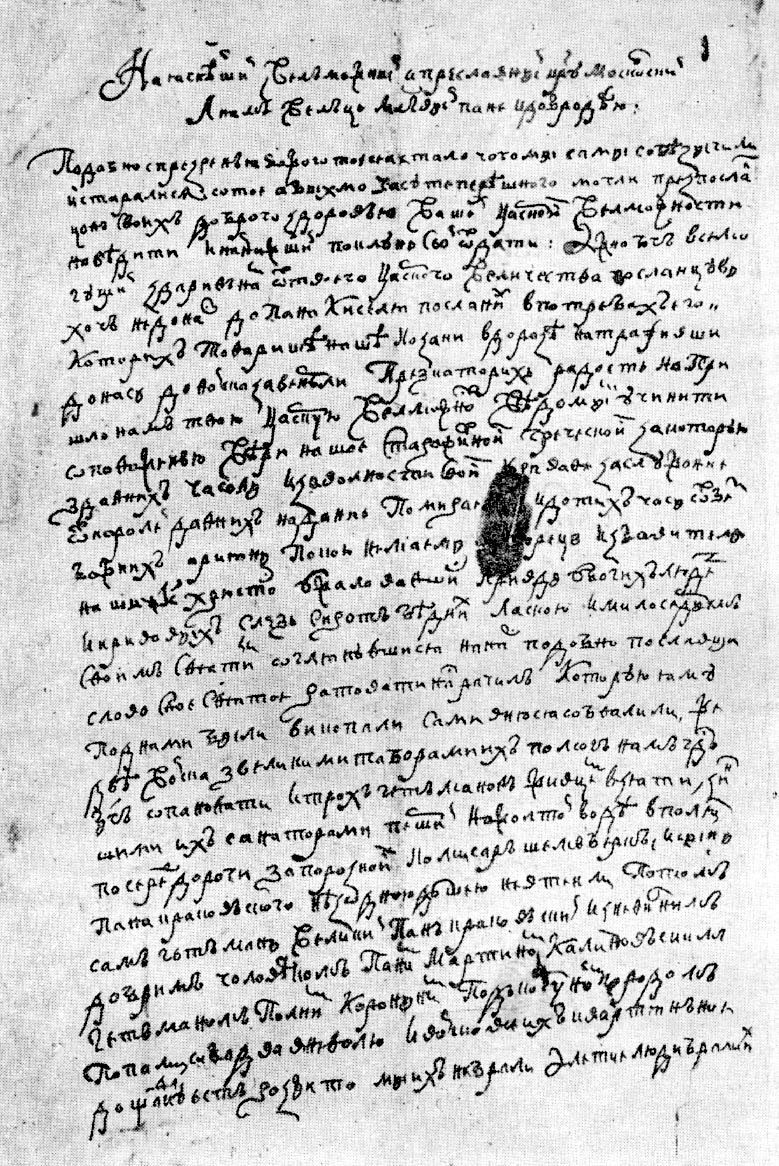
Письмо Богдана Хмельницкого царю Алексею Михайловичу от 8 июня 1648 года с сообщением о победах над польским войском и желании запорожского казачества перейти под власть русского царя. Страница 1

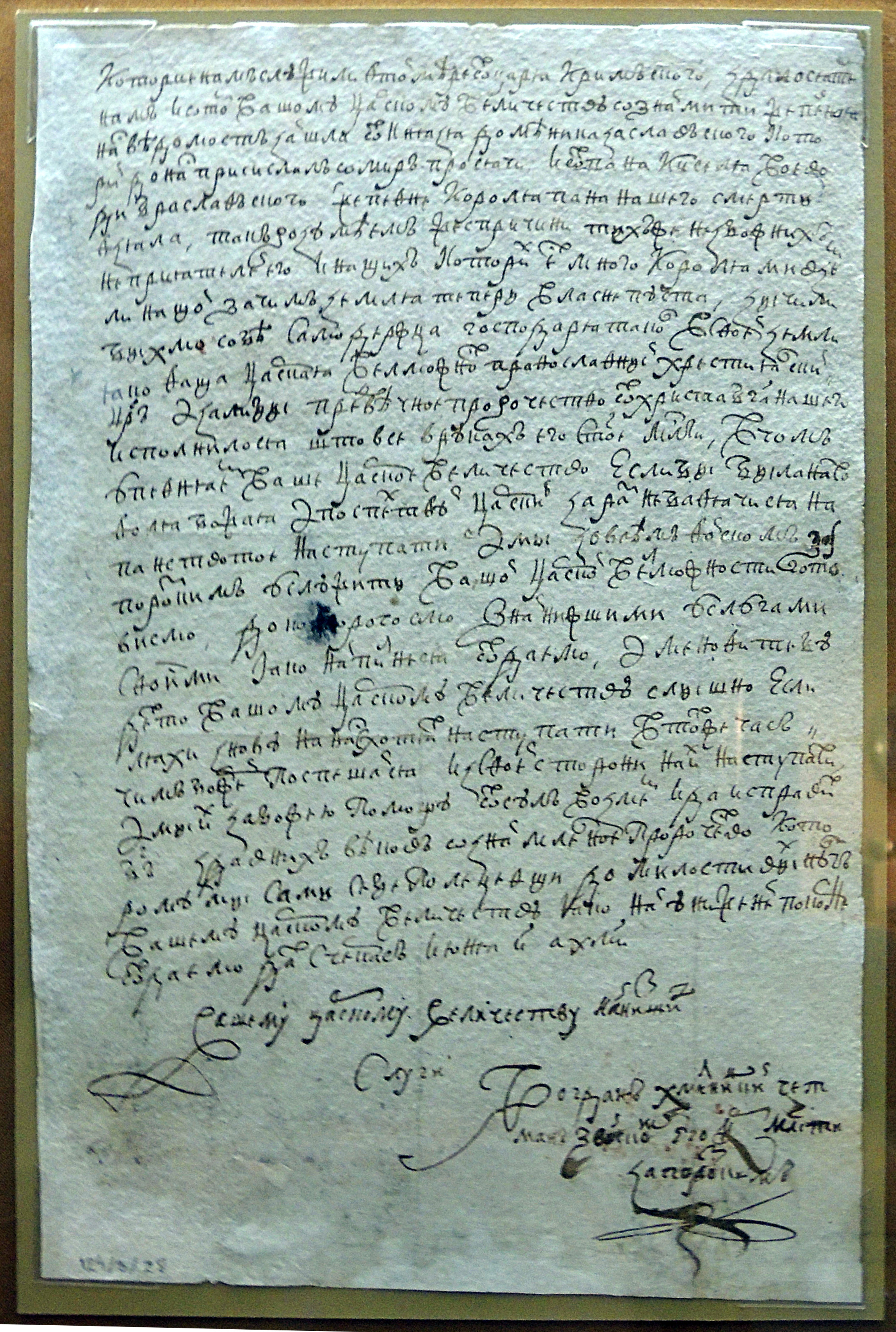
Письмо Богдана Хмельницкого царю Алексею Михайловичу от 8 июня 1648 года. Страница 2

8 июня 1648 года Богдан Хмельницкий пишет первое письмо царю Алексею Михайловичу, в котором он сообщает о победах над польским войском и желании запорожской сечи объединиться с Россией:
| Наяснийший, велможний и преславний цару московский, а нам велце милостивий пане и добродию. Подобно с презреня божого тое ся стало, чого ми сами соби зичили и старалися о тое, абихмо часу теперишного могли чрез посланцов своих доброго здоровья вашей царской велможности навидити и найнижший поклун свой отдати. Ажно Бог всемогущий здарив нам от твоего царского величества посланцув, хоч не до нас, до пана Киселя посланих в потребах его, которих товариши наши козаки в дорози натрафивши, до нас, до войска завернули. Чрез которих радостно пришло нам твою царскую велможност видомим учинити оповоженю вири нашое старожитной греческой, за которую з давних часов и за волности свои криваве заслужоние, от королей давних надание помир[ем] и до тих час от безбожних ариян покою не маем. [Тв]орець избавитель наш Исус Христос, ужаловавшис кривдубогих людей и кривавих слез сирот бидних, ласкою и милосердем своим святим оглянувшися на нас, подобно, пославши слово своё святое, ратовати нас рачил. Которую яму под нами били викопали, сами в ню ся обвалили, же дви войска з великими таборами их помог нам Господь Бог опановати и трох гетманов живцем взяти з иншими их санаторами: перший на Жолтой Води, в полю посеред дороги запорозкои, комисар Шемберк и син пана краковского ни з одною душею не втекли. Потом сам гетман великий пан краковский из невинним добрим чоловиком паном Мартином Калиновским, гетманом полним коронним, под Корсуном городом попали обадва в неволю, и войско все их квартянное до щадку ест розбито; ми их не брали, але тие люди брали их, которие нам служили [в той м]ире от царя кримского. Здалося тем нам и о том вашому [царскому] величеству ознаймити, же певная нас видомост зайш[ла от] князя Доминика Заславского, которий до нас присилал о мир просячи, и от пана Киселя, воеводи браславского, же певне короля, пана нашего, смерть взяла, так розумием, же с причини тих же незбожних неприятелей это и наших, которих ест много королями в земли нашой, за чим земля тепер власне пуста. Зичили бихмо соби самодержца господаря такого в своей земли, яко ваша царская велможност православний хрестиянский цар, азали би предвичное пророчество от Христа Бога нашего исполнилося, што все в руках его святое милости. В чом упевняем ваше царское величество, если би била на то воля Божая, а поспех твуй царский зараз, не бавячися, на панство тое наступати, а ми зо всим Войском Запорозким услужить вашой царской велможности готовисмо, до которогосмо з найнижшими услугами своими яко найпилне ся отдаемо. А меновите будет то вашому царскому величеству слишно, если ляхи знову на нас схотят наступати, в тот же час чим боржей поспешайся и з своей сторони на их наступати, а ми их за Божею помощу отсул возмем. И да исправит Бог з давних виков ознаймленное пророчество, которому ми сами себе полецевши, до милостивих нуг вашему царскому величеству, яко найуниженей, покорне отдаемо. Дат с Черкас, июня 8, 1648. Вашему царскому величеству найнизши слуги. Богдан Хмельницкий, гетман з Войском его королевской милости Запорозким. — Лист (письмо) Богдана Хмельницкого, посланный из Черкас царю Алексею Михайловичу 8 июня 1648 г. |

Ряд одержанных казаками над польским войском побед позволил им заключить с Варшавой Зборовский мирный договор, предоставивший Войску Запорожскому автономию.
Вскоре, однако, война возобновилась, на этот раз неудачно для повстанцев, которые потерпели в июне 1651 года тяжёлое поражение под Берестечком. В 1653 году Хмельницкий, видя невозможность победы, вновь (уже в третий раз) обратился к русскому царю с просьбой помочь Запорожскому казачеству.
Челобитная Войска Запорожского Речи Посполитой Русскому царству о принятии запорожцев в подданство русского Царя и оказания им защиты против шляхетской Речи Посполитой была направлена в Москву осенью 1653 г.

## Решение Земского Собора

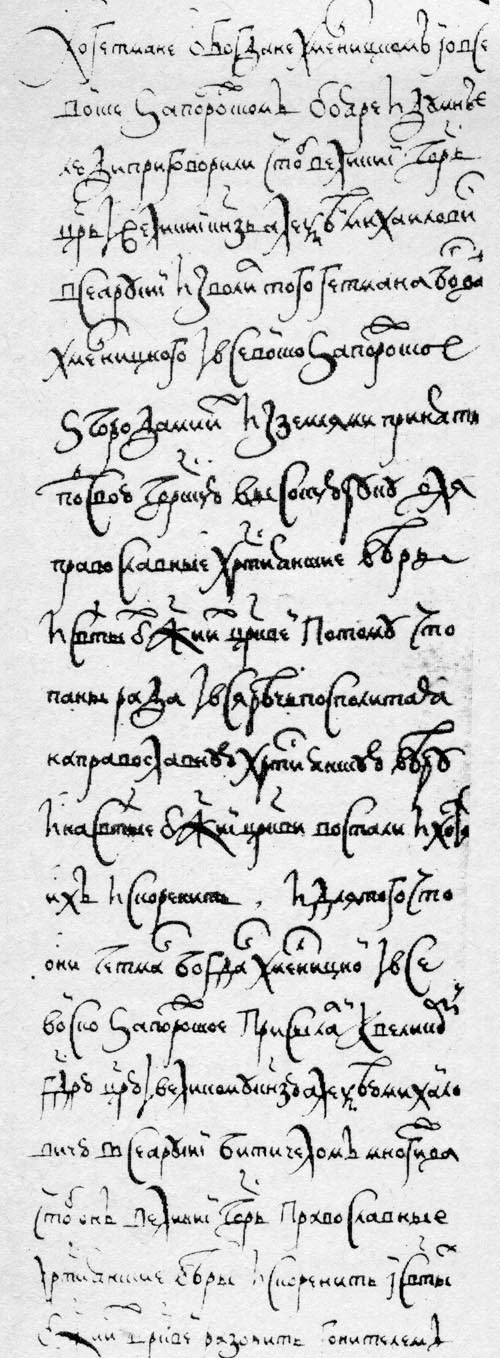
Решение Земского Собора от 1 октября 1653

Просьба Войска Запорожского о российском подданстве рассматривалась на Земском Соборе, состоявшемся в Москве 1 (11) октября 1653 года. Рассматривая просьбу, Земский Собор и царь понимали, что нарушение казаками клятвы верности польской короне является нарушением международных правил и традиций того времени и с неизбежностью приведет к войне с Речью Посполитой. Однако русская дипломатия нашла выход из сложившейся ситуации. По мнению думных чинов, в связи с нарушением присяги польским королём (Ян Казимир обвинялся в нарушении данной им присяги о веротерпимости), украинский народ освобождался от присяги королю и, следовательно, царское правительство принимало под свою защиту «вольных людей», а не бунтовщиков.
В итоге на Земском Соборе было решено:
| <…>А о гетмане о Богдане Хмельницком и о всем Войске Запорожском бояре и думные люди приговорили, чтоб великий государь царь и великий князь Алексей Михайлович всеа Русии изволил того гетмана Богтана Хмельницкого и все Войско Запорожское з городами их и з землями принять под свою государскую высокую руку для православные християнские веры и святых божиих церквей, потому что паны рада и вся Речь Посполигая на православную християнскую веру и на святые божий церкви восстали и хотят их искоренить, и для того, что они, гетман Богдан Хмельницкой и все Войско Запорожское, присылали к великому государю царю и великому князю Алексею Михайловичю веса Русии бити челом многижда, чтоб он, великий государь, православные християнские веры искоренить и святых божиих церквей разорить гонителем их и клятвопреступником не дал и над ними умилосердился, велел их принята под свою государскую высокую руку. А будет государь их не пожалует, под свою государскую высокую руку принята не изволит, и великий бы государь для православные християнские веры и святых божиих церквей в них вступился, велел их помирит через своих великих послов, чтоб им тот мир был надежен. И по государеву указу, а по их челобитью государевы великие послы в от-ветех паном раде говорили, чтоб король и паны рада междоусобье успокоили, и с черкасы помирились, и православную християнскую веру не гонили, и церквей божиих не отнимали, и неволи им ни в чем не чинили, а ученили б мир по Зборовскому договору. А великий государь его царское величество для православные християнские веры Яну Казимеру королю такую поступку учинит: тем людем, которые в его государском имянованье в прописках объявились, те их вины велит им отдать. И Ян Казимер король и паны рада и то дело поставили ни во что и в миру с черкасы отказали. Да и потому доведетца их принять: в присяге Яна Казимера короля написано, что ему в вере християнской остеретата и защищати, и никакими мерами для веры самому не теснити, и никого на то не попущати. А будет он тое своей присяги не здержит, и он подданых своих от всякия верности и послушанья чинит свободными. И он, Ян Казимер, тое своей присяги не здвржал, и на православную християнскую веру греческого закона востал, и церкви божий многие разорил, а в-ыных униею учинил. И чтоб их не отпустить в подданство турскому салтану или крымскому хану, потому что они стали ныне присягою королевскою вольные люди. И по тому по всему приговорили: гетмана Богдана Хмельницкого и все Войско Запорожское з городами и з землями принять… |

## Переяславская рада

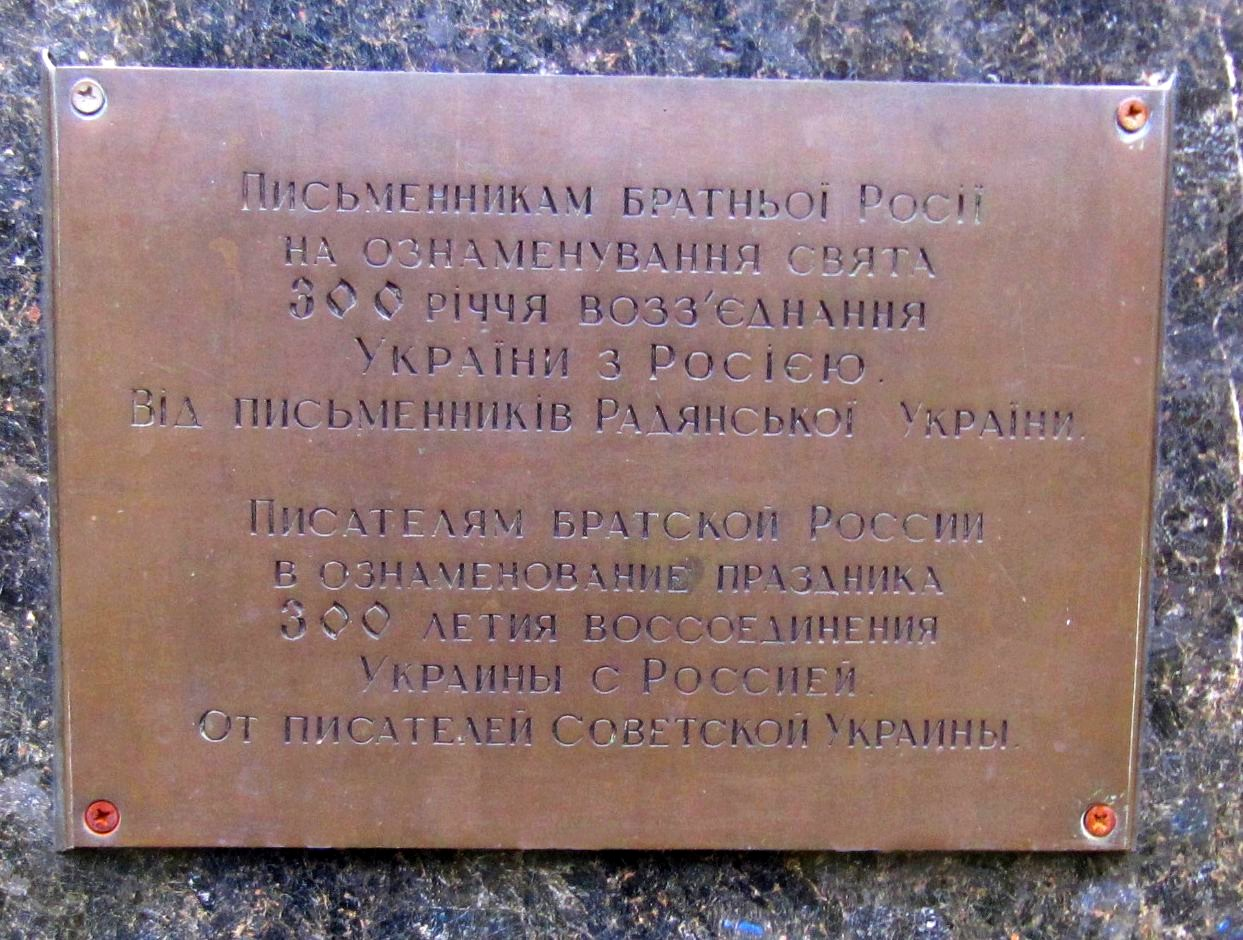
Памятный знак на памятнике Льву Николаевичу Толстому, сделанному скульптором Г. Н. Новокрещёновой в 1958 году. От писателей Украины к писателям России в ознаменование 300-летней годовщины объединения двух стран

После решения Земского собора о принятии Войска Запорожского в российское подданство 8 (18) января 1654 года в тогдашней столице войска Переяславе состоялось собрание представителей запорожского казачества и переяславского мещанства во главе с гетманом Богданом Хмельницким, на котором было всенародно принято решение об объединении территории Украины, находящейся под властью запорожских гетманов (Гетманщина), с Россией, закреплённое присягой на верность царю.

## Переяславский договор
После отъезда из Переяслава царской делегации во главе с Бутурлиным казацкая старшина с гетманом взялись за выработку условий, на каких они хотели бы перейти в подданство русского царя. В форме прошения («челобития») царю написали список из 11 пунктов (Мартовские статьи), который привезли в Москву в марте 1654 года Павел Тетеря и войсковой судья Самойло Богданович с товарищами. В Москве послы объявили дополнительные пункты. В результате был рассмотрен договор, состоявший из 23-х статей, заключавших права достаточно широкой автономии. Эти условия упоминаются в истории как «Мартовские статьи», «Статьи Богдана Хмельницкого», «Переяславские статьи». Почти все просьбы были удовлетворены царем и Земским Собором 27 марта 1654 года, о чём были составлены соответствующие документы.

## Последствия
По «мартовским статьям» Украина включалась в состав Русского государства. Украинская местная администрация признавалась органом Русского государства и выполняла распоряжения царского правительства. Царь осуществлял свою власть на Украине при помощи гетмана, воевод, полковников и других представителей местной власти. Гетман сохранял свою административную власть и был зависим от царя. Из Москвы русское правительство прислало гетману булаву и другие знаки достоинства, а также печать с надписью: «Печать царского величества Малои Росии войска запорожского».
Согласно «мартовским статьям», украинская казацкая старшина, шляхта и духовенство сохраняли право владения наследственными землями, а городское население — права самоуправления (Магдебургское право).

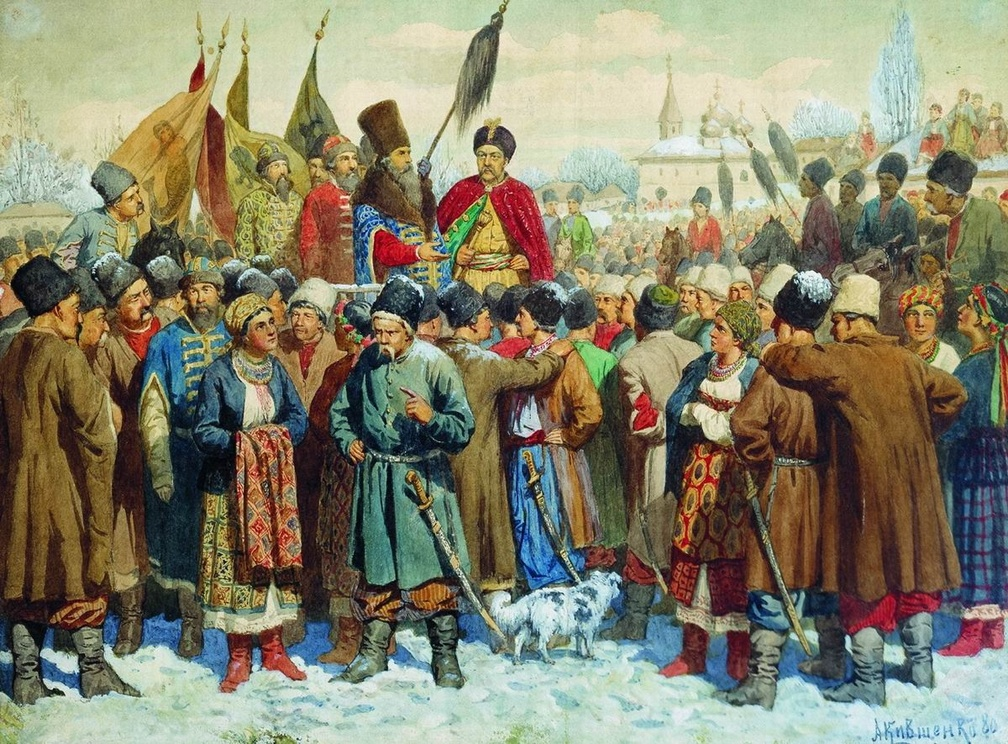
Переяславская рада. 1654 год. Воссоединение Украины. Картина Алексея Кившенко. 1880. Центральный военно-морской музей.

Малороссы получили от Москвы все, что они просили. Городам, хлопотавшим перед царем об оставлении за ними Магдебургского права, оно было предоставлено, духовенство, просившее о земельных пожалованиях и о сохранении за собою прежних владений и прав, получило их, остатки уцелевшей шляхты получили подтверждение своих старинных привилегий. Казачеству предоставлено было все, о чём оно «било челом». Реестр казачий сохранен и увеличен до небывалого числа — 60 000 человек, весь старый уряд сохранен полностью, оставлено право выбирать себе старшину и гетмана, кого захотят, только с последующим доведением до сведения Москвы. Разрешено было принимать и иностранные посольства.
В «мартовских статьях» подчёркивались права и привилегии гетмана, войскового писаря, полковников, судей, сотников, шляхты, казаков, зажиточных слоев городского населения.
Все доходы с городов и сел Малороссии оставались в гетманской казне. Даже за короткое пребывание воевод в некоторых украинских городах правительство не поживилось ни одним рублем из местных сборов — все шло на военные нужды Малороссии. Приходилось нередко посылать туда кое-что из московских сумм, потому что казачье начальство совершенно не заботилось о состоянии крепостей.
На территории освобождённой Украины в результате освободительной войны было полностью уничтожено господство польских панов и магнатов. В то же время на украинских землях, остававшихся под владычеством Польши, Молдавии и Венгрии, продолжал господствовать неограниченный произвол шляхты и польских магнатов, где барщина достигала 5−6 дней в неделю, крестьяне выполняли многочисленные натуральные и денежные повинности. Тяжёлый гнёт вызвал переселение на протяжении всей второй половины XVII в. десятков тысяч украинцев из Правобережья, Волыни и Галичины, на Левобережную Украину — в Харьков, Чугуев, Сумы, Мерефу, Лебедь, Ахтырку, Богодухов, Гайворон, Золочёв, Змиев и многие другие города и селения. Левобережная Украина и Слобожанщина за несколько десятилетий превратились в густозаселённый край, где украинские переселенцы совместно с русскими жителями распахивали степи, луга, развивали сельское хозяйство, занимались ремеслом, промыслами, успешно вели совместную борьбу против турок и татар.
На Левобережье быстро росла добыча железа, селитры, поташа, соли, развивалось ремесленное производство. За несколько десятилетий Харьков, Чугуев, Полтава, Киев, Переяслав, Нежин, Чернигов, Ромны стали крупными центрами ремесла и торговли. Украинские купцы вывозили в Россию поташ, селитру, кожи, лошадей, овец, шерсть, пеньку, табак, вино. Русские купцы привозили на Украину железные и деревянные изделия, выделанные кожи, меха, шубы, сёдла и предметы домашнего обихода. На Украине широко распространялась литература, издаваемая в Москве.
Согласие о принятии Украины в состав Русского царства было тяжёлым и мучительным решением Земского Собора 1653 года. Все понимали, что принятие Украины «под высокую руку» русского государя означает войну с Речью Посполитой. На Соборе бояре, думные и служилые люди дали согласие «битися не щадя голов своих» с польским королём, торговые люди «ответили», что они будут воевать и обеспечат войну «вспоможением». Россия, не оправившаяся от последствий Смуты, вынуждена была вступить в 13-летнюю войну (1654—1667 гг.) с Речью Посполитой.

#### Вступление России в войну с Речью Посполитой
Как уже говорилось ранее, ещё рассматривая просьбу Войска Запорожского о российском подданстве, Земский Собор и царь понимали, что удовлетворение этой просьбы с неизбежностью приведет к войне с Речью Посполитой. Уже 23 октября (2 ноября) 1653 г., спустя всего месяц после решения Земского Собора о принятии Войска Запорожского в российское подданство и за 2 месяца до официального присоединения Гетманщины к России (до Переяславской Рады), Россия торжественно объявила в Москве войну Речи Посполитой за освобождение Украины и Белоруссии.
Летом 1654 года началась длительная, кровопролитная и масштабная война России с Речью Посполитой, продолжавшаяся на протяжении 13 лет.
Так, в 1654 году казацкие войска заняли Гомель, Чичерск, Новый Быхов, Рогачёв и др. города, царские войска — Смоленск и др. города. В конце 1654 года союзные Речь Посполитая и Крымское ханство нанесли комбинированный удар по Гетманщине, в результате которого на Подолье погибло и было уведено в рабство около 200 тысяч человек. Войска Хмельницкого и корпус Шереметева, выступившие против поляков и татар, в январе 1655 года были окружены под Охматовом.
Однако наступательные операции царского и казацкого войск в 1655 году продолжились. К концу 1655 года вся Западная Русь, кроме Львова (который был в октябре 1655 года взят в осаду войсками гетмана Хмельницкого и воеводы Бутурлина), включая территорию современной Белоруссии, оказалась под контролем российских войск и боевые действия были перенесены непосредственно на этническую территорию Польши и Литвы. Также в кампании 1655 года наказному гетману Даниилу Выговскому удалось взять Люблин, Раву и др. польские города.
В результате военных действий к 1656 году, когда было подписано Виленское перемирие, под контроль России перешла большая часть территории Великого княжества Литовского. До 1658 года в Вильне шли переговоры о подписании мира между Россией и Речью Посполитой и межевании новых границ.

#### Война со Швецией
Заключение перемирия 1656 года было вызвано вступлением летом 1655 в войну Швеции, войска которой захватили Варшаву и Краков. Военные успехи Швеции вынудили Россию и Речь Посполитую заключить перемирие. Однако ещё до этого, 17 мая 1656 года, Алексей Михайлович объявил Швеции войну. Русско-шведская война длилась 2 года с 1656 по 1658. В августе 1656 года русские войска во главе с царём взяли Динабург (ныне Даугавпилс) и Кокенгаузен (Кокнесе) и начали осаду Риги, однако взять её не смогли. Занятый Динабург был переименован в Борисоглебск и продолжал так называться до ухода русской армии в 1667 году. В октябре 1656 года была снята осада Риги и взят город Дерпт (Юрьев, Тарту). Другим русским отрядом были взяты Нотебург (ныне Шлиссельбург) и Ниеншанц (Канцы). В дальнейшем война велась с переменным успехом, а возобновление Польшей военных действий в июне 1658 года заставило подписать перемирие сроком на три года, по которому Россия удержала часть завоёванной Шведской Ливонии (с Дерптом и Мариенбургом).

#### Руина
Тем временем в 1657 году умер Богдан Хмельницкий. Гетманом Войска Запорожского был избран Иван Выговский, что вызвало раскол в среде запорожского казачества. Проезжавший по Украине в 1657 году греческий митрополит Колоссийский Михаил рассказывал, что «гетмана Ивана Выговского заднепровские черкасы любят. А которые по сю сторону Днепра, и те де черкасы и вся чернь ево не любят, а опасаютца того, что он поляк, и чтоб де у него с поляки какова совету не было». Противоречивая личность нового гетмана вызвала сильную оппозицию. Не «природный казак», а купленный у татар за лошадь «лях», женатый на дочери польского магната, вызывал недоверие и откровенную неприязнь среди многих ближайших сподвижников Богдана Хмельницкого.
Сечевые казаки во главе с кошевым атаманом Яковом Барабашем отказались признать нового гетмана и подняли восстание. Мятеж поддержал соседствовавший с Сечью и связанный с ней экономически Полтавский полк во главе со своим полковником Мартыном Пушкарём.

Восставшие обвиняли Выговского в измене за сношения с Речью Посполитой и Крымским ханством. Впоследствии Гетман Павел Тетеря (во время присяги был писарем Войска Запорожского) выразил одной фразой политику генеральной старшины:
Эй! згодимося, панове-молодци, з ляхами — більше будемо мати, покірливо телятко дві матери сосе!
Царь Алексей Михайлович долго игнорировал просьбы Пушкаря о помощи, и пытался примирить стороны, указывая, что должно «жити с гетманом в совете и любви и послушании…, чтоб тому бунтовству неприятели не порадовались и безвестно зла над вами какого не учинили». Для подавления оппозиции Выговский призвал на помощь крымских татар, расплачиваясь с ними «живым товаром», — населением разорённых украинских городов и местечек.
Ситуацией воспользовались поляки, распуская слухи о якобы планировавшихся русскими нововведениях: назначении воевод в украинские города, сборе налогов, переформировании казацких полков в драгунские, что всех заставят ходить в лаптях, а Московский патриарх будет иметь пребывание в Киеве.
В результате, с началом восстания Барабаша-Пушкаря на территории Гетманщины начался 30-летний период в истории Украины и Запорожского войска между 1657 и 1687 годами, фактически являвшийся гражданской войной. В это время Российское царство, Речь Посполитая, Османская империя и эпизодически Швеция вели борьбу за контроль над Украиной, которая стала ареной кровопролитных сражений.

#### Возобновление войны с Польшей
Последний этап войны характеризовался исчерпанием у сторон материальных и людских ресурсов. Осуществлялись небольшие стычки и бои местного значения как на северном, так и на южном театре военных действий. Большого значения они не имели, за исключением поражения поляков от русско-казацких войск под Корсунью и Белой Церковью. Фактическое прекращение активных боевых действий заставило стороны пойти на переговоры о мире, которые начались в 1666 году и завершились подписанием Андрусовского перемирия в январе 1667 года.

#### ПоследствияРуины
Бывали случаи, когда Москва сурово вычитывала казакам их измены; особенно сильную речь произнёс в 1668 г. на глуховской раде кн. Г. Г. Ромодановский. В ответ на просьбу старшины о выводе государевых ратных людей из малороссийских городов он прямо спросил: «Какую вы дадите поруку, что впредь измены никакой не будет?» Гетман и старшина на это промолчали. «И прежде были договоры, — сказал Ромодановский, — перед святым Евангелием душами своими их крепили и что ж? Соблюли их Ивашка Выговский, Юраська Хмельницкий, Ивашка Брюховецкий? Видя с вашей стороны такие измены, чему верить?…»
Среди большого числа предательств (см. Руина (история Украины)) выделяются Конотопская и Полтавская битвы. В Конотопской битве (1659 г.), вступив в союзнические отношения с поляками и татарами и имея значительный численный перевес, союзники захватили в плен отряд численностью 5000 человек под предводительством князя Семена Романовича Пожарского. Князя (он плюнул хану в лицо) казнили; остальных русских пленных казаки вывели на поле и перерезали (по правилам «хорошего тона» того времени, пленных обычно выкупали). Владимир Голобуцкий пишет: «В траурной одежде вышел Алексей Михайлович к народу, страх охватил Москву… пошли слухи, что царь собирается выехать за Волгу, за Ярославль».
Полтавская битва (1709 г.) была не столь успешна для казаков. В результате этой битвы Петр Первый разогнал Запорожскую Сечь и существенно ограничил полномочия гетманской власти.

## Увековечивание
- Днепропетровский национальный университет имени Олеся Гончара до 2000 года назывался «Днепропетровский ордена Трудового Красного Знамени государственный университет им. 300-летия воссоединения Украины с Россией».
- Черкасский государственный педагогический институт им. 300-летия воссоединения Украины с Россией.
- Ульяновскому высшему военно-техническому училищу, Указом Президиума Верховного Совета Украинской ССР от 16 января 1954 года, в честь 300-летия воссоединения Украины с Россией, было присвоено имя национального героя Украины — Богдана Хмельницкого.
- В Переяславе был установлен Памятник воссоединению Украины с Россией.
- Памятник Богдану Хмельницкому в Ульяновске и наименование улицы на котором установлен памятник были произведены в 1954 году и приурочены к 300-летнему юбилею Переяславской Рады[21].
- Памятник Богдану Хмельницкому (Белгород), установлен к 350-летию Переяславской Рады.
- Памятник Богдану Хмельницкому (Донецк), приурочен к 300-летию Переяславской рады.
- Памятник Богдану Хмельницкому (Мелитополь), установлен в начале проспекта Богдана Хмельницкого в 1954 году.
- Памятник Богдану Хмельницкому (Симферополь), установлен в 1954 году на пересечении улиц Богдана Хмельницкого и Декабристов.
- Памятник Богдану Хмельницкому (Чернигов), установлен в 1956 г. символизирующий 300-летнюю годовщину воссоединения Украины с Россией.
- Монументальная картина «Навеки с Москвой, навеки с русским народом» украинского художника Михаила Хмелько.
- В 1956 году к 300-летию воссоединения был снят художественный исторический фильм «Пламя гнева».
- В 1954 году Почта СССР выпустила серию марок посвящённую 300-летия воссоединения Украины с Россией.

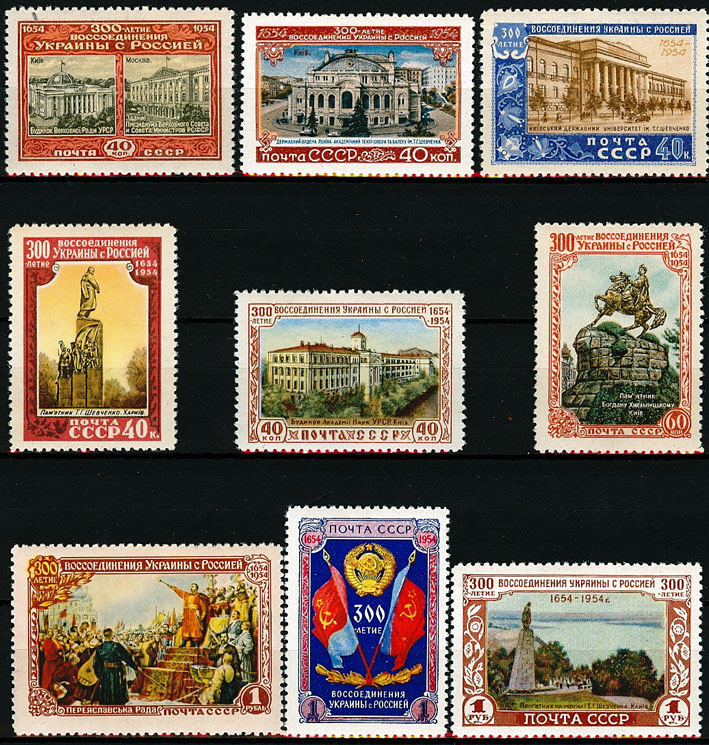
Серия почтовых марок СССР 1954 г. посвящённая 300-летию воссоединения Украины с Россией.
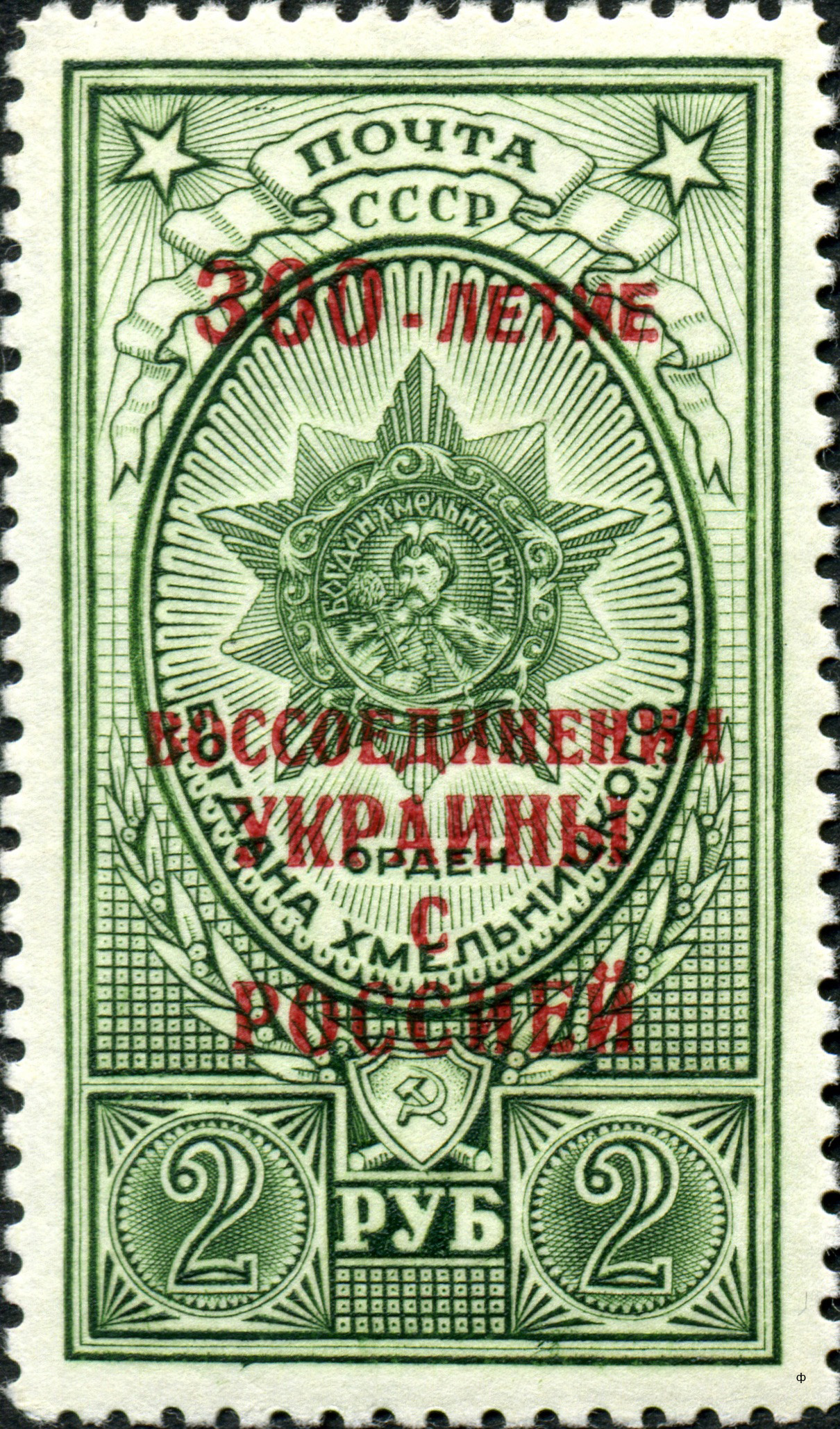